# Pneumocystis jiroveci

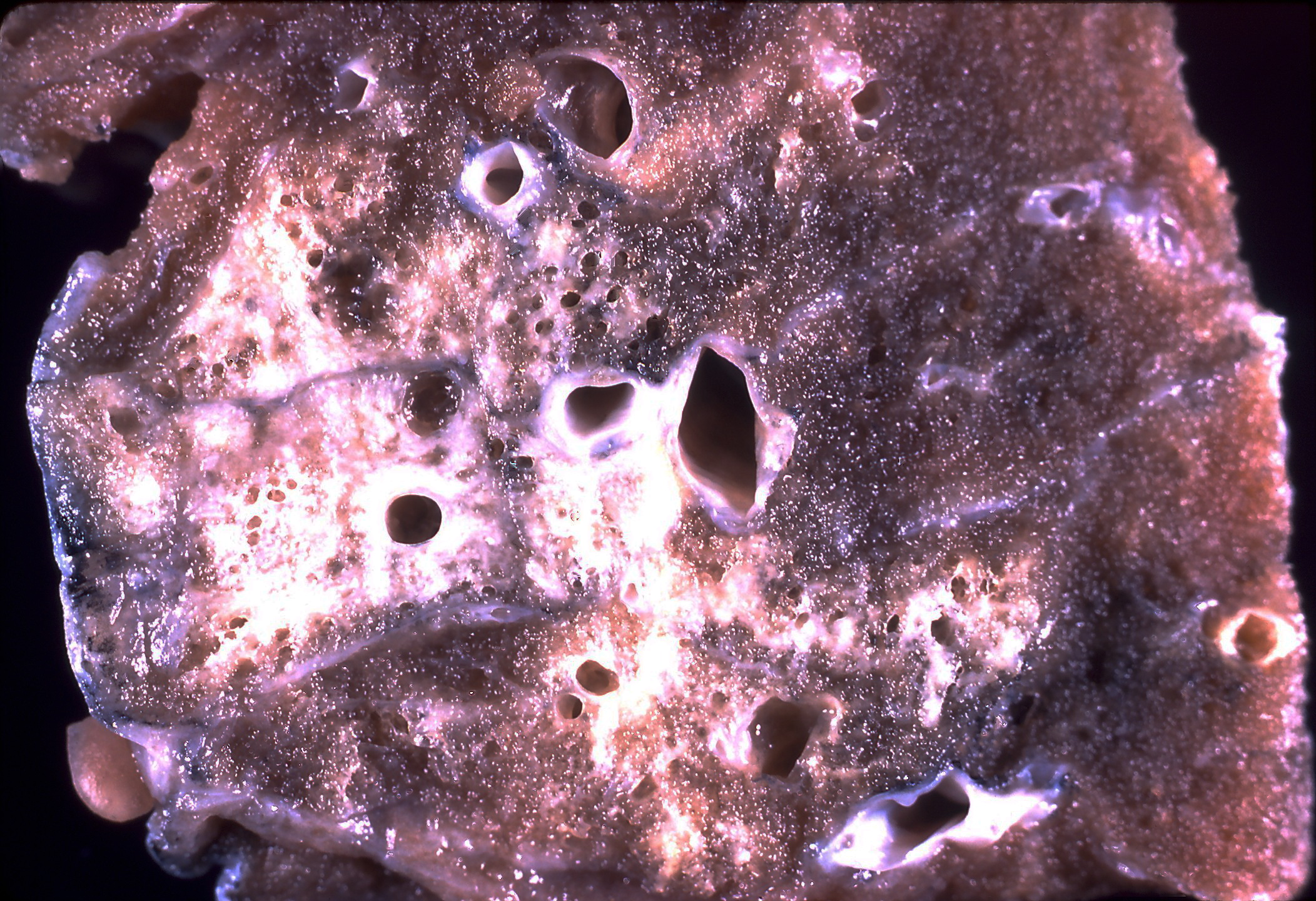
Płuca uszkodzone przez Pneumocystis jirovecii

Pneumocystis jirovecii Frenkel – gatunek grzybów z rodziny Pneumocystidaceae.

## Systematyka i nazewnictwo
Pozycja w klasyfikacji według Index Fungorum: Pneumocystis, Pneumocystidaceae, Pneumocystidales, Pneumocystidomycetidae, Pneumocystidomycetes, Taphrinomycotina, Ascomycota, Fungi.
Dawniej klasyfikowany był jako Pneumocystis carinii i zaliczany do pierwotniaków.

## Charakterystyka
Jest to kosmopolityczny grzyb wywołujący u człowieka pneumocystozowe zapalenie płuc.
Grzybem można się zarazić przez układ oddechowy. Osoby ze sprawnym układem immunologicznym łatwo opanowują zakażenie. U niektórych osobników rozwija się zarażenie bezobjawowe i stają się one nosicielami. Pneumocystis jiroveci występuje u nich jako trofozoity (o długości 2–8 μm) w pęcherzykach płucnych. Znajdują się one w przestrzeni zewnątrzkomórkowej przytwierdzone do komórek nabłonkowych. Po stadium precysty następuje przejście w stadium cysty, która jest uwalniana do plwociny.
Patogenność tego drobnoustroju wiąże się bezpośrednio z kondycją układu odpornościowego. U pacjentów z wydolnym układem odpornościowym zarażenie jest bezobjawowe. U osób z upośledzonym układem immunologicznym grzyb ten wywołuje śródmiąższowe zapalenie płuc. Dotyczy to chorych na AIDS (zespół nabytego upośledzenia odporności, choroba wywoływana przez wirus HIV) lub pacjentów z innymi ciężkimi zespołami niedoborów immunologicznych. Zapalenie płuc wywołane przez tego grzyba jest powszechną przyczyna śmierci chorych na AIDS.
Objawy to duszności, suchy kaszel, gorączka, rzadko łagodna niedokrwistość i niedotlenienie.
Do badania pobiera się plwocinę, popłuczyny oskrzelowe, lub biopsję tkanki płucnej. Identyfikację cyst umożliwia metoda Gomoriego, Giemsy lub immunofluorescencyjna z wykorzystaniem przeciwciał monoklonalnych i technika PCR. Wybarwione srebrem P. jiroveci wyglądają jak ciemnobrązowe/czarne cysty zawierające 2 do 8 sporozoitów. Aby potwierdzić zarażenie może być konieczne badanie wielu próbek. W leczeniu stosuje się trymetoprim z sulfametoksazolem (jest lekiem z wyboru w leczeniu, jak i w profilaktyce u pacjentów z HIV), albo pentamidynę (u chorych którzy nie reagują na kotrimoksazol lub cierpią z powodu objawów niepożądanych spowodowanych zażywaniem tego preparatu).